# 古谷駒平

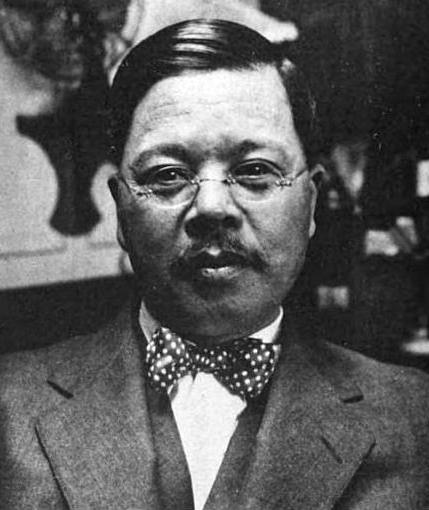
古谷駒平

古谷 駒平（ふるや こまへい、1870年2月5日（明治3年1月5日） - 1923年（大正12年）9月1日）は、日本の実業家。明治時代に南アフリカ共和国で日本雑貨と東洋古美術を扱う「ミカド商会」をケープタウンに開き、明治・大正時代を通じてアフリカでもっとも成功した日本人と言われたが、アジア人差別によって商売が上手くいかなくなっため帰国し、関東大震災に遭い横浜で死去した。

## 略歴

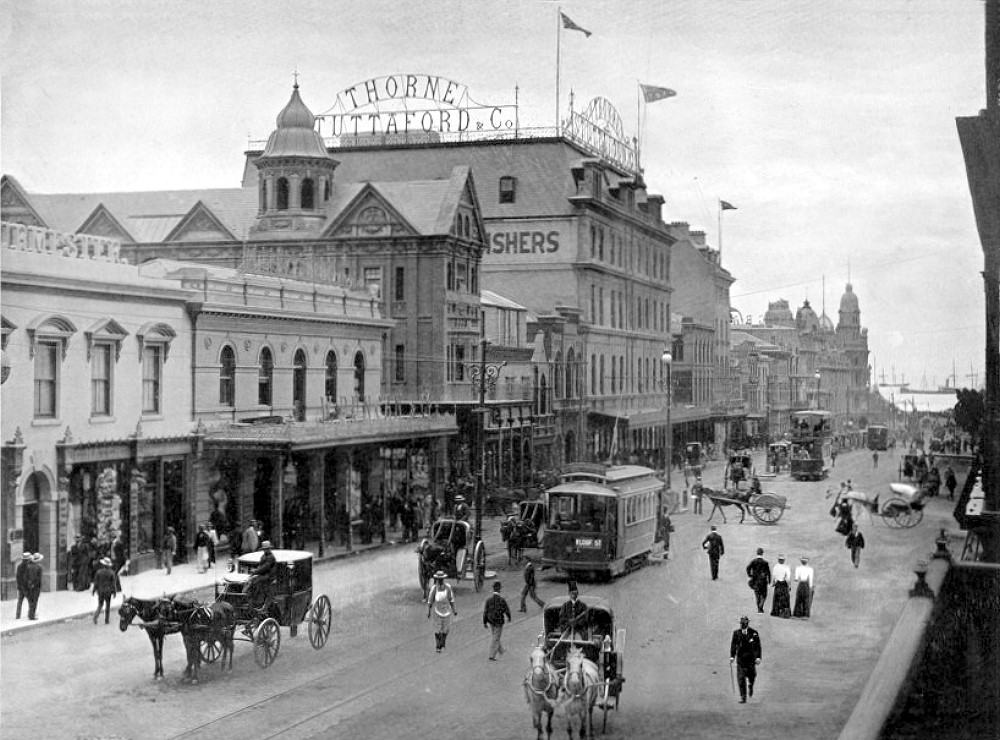
古谷が店を開いたケープタウンのアデレー通り（1897年）

古谷は、茨城県筑波郡小田村（現・つくば市）にて父・古谷定次郎と、母・きんの三男として生まれた。1887年には単身でアメリカ合衆国に渡り、サンフランシスコで白人の下働きののち、ハワイに移ってホノルル市のホテル通りで雑貨店を営んでいたが、元牧師で税関の通訳をしていた星名謙一郎のアヘン密売に関わり、1896年（明治29年）に星名らとともに逮捕され、星名からアヘンを買うための金を別の日本人に頼まれて用意したこと、その者からアヘンを預かったことを自白した。1897年（明治30年）にはハワイを離れて帰国し、1898年（明治31年）に妻の飯星喜代子を連れて横浜からケープタウンに向かった。喜代子は熊本県出身のハワイ日系移民2世で、農園で働いていたときに古谷と知り合った。
ケープタウンでは、目抜き通りのアデレー通りに日本雑貨と東洋古美術の店「ミカド商会（Japanese Shop Mikado）」を開店した。店名のミカドは、アヘン事件で一緒に逮捕された一人がハワイで「ミカド・ギャラリー」を経営していたことからの借用と思われるが、ミカドという言葉自体は、1885年のロンドンでのミカドの成功で、神秘的な東洋を表す言葉として欧米人に馴染みがあった。アメリカで覚えた流暢な英語と、ちょうど勃発した第二次ボーア戦争によるにわか景気で古谷の店は大いに繁昌した。
ミカド商店では、化粧品、コピー紙、製図紙、扇子、石綿、電球などの雑貨品をはじめ、絹布、綿布、陶磁器、缶詰、美術品を日本から輸入するかたわら、羊毛、駝鳥の羽、薬草を日本へ輸出した。1906年（明治39年）には同郷の大塚徳一がアフリカ入りして営業を手伝い、大正時代には鈴木平四郎、倉数定、飯島高美、新井有二が勤務した。
次第にアジア人に対する差別が酷くなり、古谷は1909年（明治42年）の書簡の中で、ヨハネスブルグなどにも商圏を広げる予定だったが、人種差別が非常に激しく、諦めたと記している。英国政府は日本人商人の南アフリカへの入国を拒否し、古谷は第一次世界大戦勃発後の1915年（大正4年）に店を従業員に任せて日本へ帰った。大阪朝日新聞によると、南アフリカの日本人は激減し、日本人経営の店はケープタウンに飲食店が2軒あるのみで、ミカド商会も1917年（大正6年）にはダーバンにあるのみと報じている。
帰国後、古谷は1919年（大正8年）にノリタケで成功していた森村市左衛門と50万円ずつを出資し、神戸にミカド合資株式会社を設立し、ケープタウンにミカド貿易株式会社を設立した。その後、古谷は森村商事の横浜支店で事務を担当していたが、関東大震災に見舞われて従業員数人とともに亡くなった。享年55。
古谷の死後、ミカド商会は実質上森村商事の傘下に入り、派遣された森村の社員が経営に当たり、古谷時代の従業員たちはのちにそれぞれ独立した。第二次世界大戦の勃発直前までは、森村商事の高井清吉が経営にあたっていたが、1942年（昭和17年）には現地政府の日本人財産没収により、閉店した。

## 人物
ハワイの邦字新聞『日布時事』の主筆・相賀安太郎の回想録によると、古谷は英語がうまく、柔道の有段者、豪胆で痛快な人物だったという。